# Alanyeset
A flektáló és az agglutináló nyelvek nyelvtanaiban az alanyeset (latin szóval nominativus, a nominare ’megnevez’ igéből) a nyelvtani esetek egyike. Általában ebben az esetben áll a főnév és a névmás, amikor mondat alanya, valamint az alany determinánsa és melléknévi jelzője. Az alanyesetű alakot általában a névszó alapalakjának tekintik, ez szerepel címszóként a szótárakban és első helyen a névszóragozás paradigmájában.
Vannak olyan flektáló nyelvek is, amelyekben már nincs névszóragozás, vagy csak nyomai maradtak meg. Ezek grammatikáiban nincs szó névszóragozásról és esetekről, tehát alanyesetről sem. Ilyenek például az újlatin nyelvek (a románon kívül) vagy az angol nyelv.

## Az alanyeset alakja

### Főnevek és melléknevek
A ragozó nyelvekben, akár flektálók, akár agglutinálók, általában minden esetet esetrag fejez ki. Az alanyesetet az jellemzi, hogy egyes nyelvekben nincs testes ragja, legalábbis egyes szókategóriák esetében. Ezért egyes grammatikákban ekkor ∅ (nulla) ragról van szó. A magyar például olyan nyelv, amelyben minden névszónak ∅ ragja van alanyesetben, pl. osztály, fiúk.
A közép-délszláv diarendszer nyelveiben (bosnyák, horvát, montenegrói, szerb), a ∅ rag csak a mássalhangzóra végződő hímnem egyes szám alanyesetű névszókra jellemző (pl. pjevač ’énekes’). A többi szókategóriának van jellegzetes testes ragja alanyesetben. Egyes számban ezek nőnemben -a (žena ’nő, asszony, feleség’), semlegesnemben pedig -o vagy -e: kolo ’kerék, körtánc’, viječe ’tanács’ (intézmény). Többes számban tipikus ragok hímnemben az -i (pjevači), nőnemben az -e (žene), semlegesnemben pedig az -a (kola, viječa).
A román nyelvben is ∅ ragja van egyes szám alanyesetben a mássalhangzóra végződő szavaknak, de az ilyen végződésű semlegesnemű szavaknak is, pl. prieten (hn.) ’barát’, tren (sn.) ’vonat’. Ilyen nemű és számú más szavaknak -u a ragja alanyesetben, pl. codru (hn.) ’erdő’, tablou (sn.) ’kép’. Nőnem egyes számban jellegzetes az -ă (frumoasă ’szép’). Többes számban tipikusak hímnemben az -i (prieteni), semlegesnemben az -uri (trenuri), nőnemben az -e (frumoase).

### Névmások
Egyes névmásokat úgy ragoznak, mint a főneveket és a mellékneveket, például a magyarban a birtokos névmásokat, más névmásoknak viszont, például a személyeseknek, minden itt említett nyelvben egészen különböző alakjuk van alanyesetben, mint a többiben:
- (magyarul) én, nekem stb.;[9]
- (montenegróiul) ja ’én’, meni (mi) ’nekem’ stb.;[10]
- (románul) eu ’én’, mie (îmi) ’nekem’ stb.[11]

Egyes olyan nyelvekben, amelyek névszóragozása kihalt, fennmaradtak mégis ennek nyomai a személyes névmás esetében. Példák:
- (franciául) je ’én’, me ’nekem, engem’;[12]
- (angolul) I ’én’, me ’nekem, engem’.[13]

## Az alanyeset funkciói
Az alanyeset elsősorban az alanyé, valamint determinánsának és melléknévi jelzőjének az esete. Példák:
- (magyarul) Ki kopog?;[14]
- (montenegróiul) Naši planovi nijesu se ostvarili ’Terveink nem valósultak meg’;[4]
- (románul) Copilul este curat ’A gyerek tiszta’.[15]

Az alanyon kívül egyéb mondatrészek is állhatnak alanyesetben. Ilyen például a névszói állítmány névszói része:
- (magyarul) Ti okosak vagytok;[16]
- (montenegróiul) On je dobar čovjek ’Ő jó ember’;[4]
- (románul) Liana este profesoară ’Liana tanárnő’.[5]

Egyes határozók is lehetnek alanyesetűek, amennyiben úgy tekintik, hogy az esetet csak a rag határozza meg:
- (magyarul) Úgy feküdt, mint egy halott, „[…] mint szövetségi kapitány utazott a csapattal”,[17] Betegség miatt zárva;[18]
- (montenegróiul) Gladan je kao vuk ’Éhes, mint egy farkas’.[4]

A román grammatikákban ezzel ellentétben, mivel a tárgyeset alakja azonos az alanyesetével, az elöljárószóval ellátott ilyen alakú névszókat mind tárgyesetűeknek tekintik.
Egyes nyelvekben, mint a magyarban vagy a közép-délszláv diarendszerhez tartozókban, az értelmező esetben egyezik az alaptagjával, tehát csak akkor alanyesetű, ha az alanyé:
- (magyarul) Marika, a barátnőm, meglátogatott;[20]
- (montenegróiul) I grad Berane ima svojih problema ’Berane városnak is megvannak a maga gondjai’.[4]

Ezzel szemben a mai román nyelvben az értelmező mindig alanyesetben áll: Moș (A.) Vasile (A.) era un cărpănos […] ’Vasile bácsi fösvény alak volt […]’, Dar asta nu mă privește pe mine (T.), băiat (A.) din Humulești ’De ez nem érdekel engem, humulești fiút’ (Ion Creangă).
A románban alanyesetű is lehet az ún. „állítmány-kiegészítő”, mely a magyar grammatikákban általában állapothatározónak felel meg: Copiii aleargă voioși ’A gyerekek vidáman futkároznak’, Îi zic Sandu ’Sandu-nak hívják’.
Az alanyeset sajátja mondattani funkció nélküli szavaknak is. A magyarban ilyenek megszólításokként lehetnek jelen tagolt mondatban (pl. „Aludj el szépen, kis Balázs”) vagy tagolatlanban (Kati!, Édes szép hitvesem!), valamint felkiáltásként tagolatlan mondatban: Segítség! A megszólításokra ez nem érvényes azokban a nyelvekben, amelyekben van megszólító eset, mint a közép-délszláv diarendszer nyelveiben vagy a románban. Az előbbiekben mindegyik hímnemű és nőnemű főnévnek van egyes számban saját raggal kifejezett megszólító esete, a románban csak egyeseknek.
Az alanyeset alakja igen gyakori az itt említett nyelvekben címekben, feliratokban, nevekben, elnevezésekben:
- (magyarul) Hamlet, Antikvárium, Női és férfi cipők;[23]
- (montenegróiul) bijelo vino ’fehérbor’, Sveti Petar ’Szent Péter’, Hotel „Bijela ruža“ ’Fehér rózsa szálloda’, Jadransko more ’Adriai-tenger’, Sjedinjene Američke Države ’Amerikai Egyesült Államok’.[4]